# 進礼駅
進礼駅 （チルレえき）は、大韓民国慶尚南道金海市進礼面淡安里にある韓国鉄道公社の駅である。

## 利用可能な路線
- 韓国鉄道公社
  - 慶全線

## 駅構造
- 2面4線の地上駅。

### KTX停車問題
慶全線複線電化の初期計画は、進永駅を廃止し、当駅にKTXを停車させる予定だった。そのため、駅舎は大きいものが建設され、50億ウォンを費やした。
しかし、住民の強い願望もあり、最終的に進永駅を廃止にせず、同駅にKTXを停車させることとなった。そのため、駅舎の規模だけが利用者数に反して過剰に大きい状態となった。

## 歴史
- 2010年11月30日 - 釜山新港線開業と同時に貨物営業開始。
- 2010年12月15日 - 慶全線三浪津駅 - 馬山駅間複線化工事完成により旅客営業開始[1]。

## 隣の駅
慶全線
進永駅 - 進礼駅 - 昌原中央駅
釜山新港線（貨物線）
進礼駅 - (長有駅)